# Pinus parviflora
Pinus parviflora é uma espécie de pinheiro originária do Velho Mundo, mais precisamente da região da Ásia.